# Varser
Varser (armeniska: Վարսեր) är en ort i Armenien. Den ligger i provinsen Gegharkunik, i den centrala delen av landet, 50 kilometer nordost om huvudstaden Jerevan. Varser ligger 1 915 meter över havet och antalet invånare är 1 614.
Terrängen runt Varser är huvudsakligen kuperad, men västerut är den platt. Närmaste större samhälle är Sevan, 3,6 kilometer öster om Varser. 
Trakten runt Varser består till största delen av jordbruksmark. Runt Varser är det ganska tätbefolkat, med 72 invånare per kvadratkilometer.